# Бустан (книга)

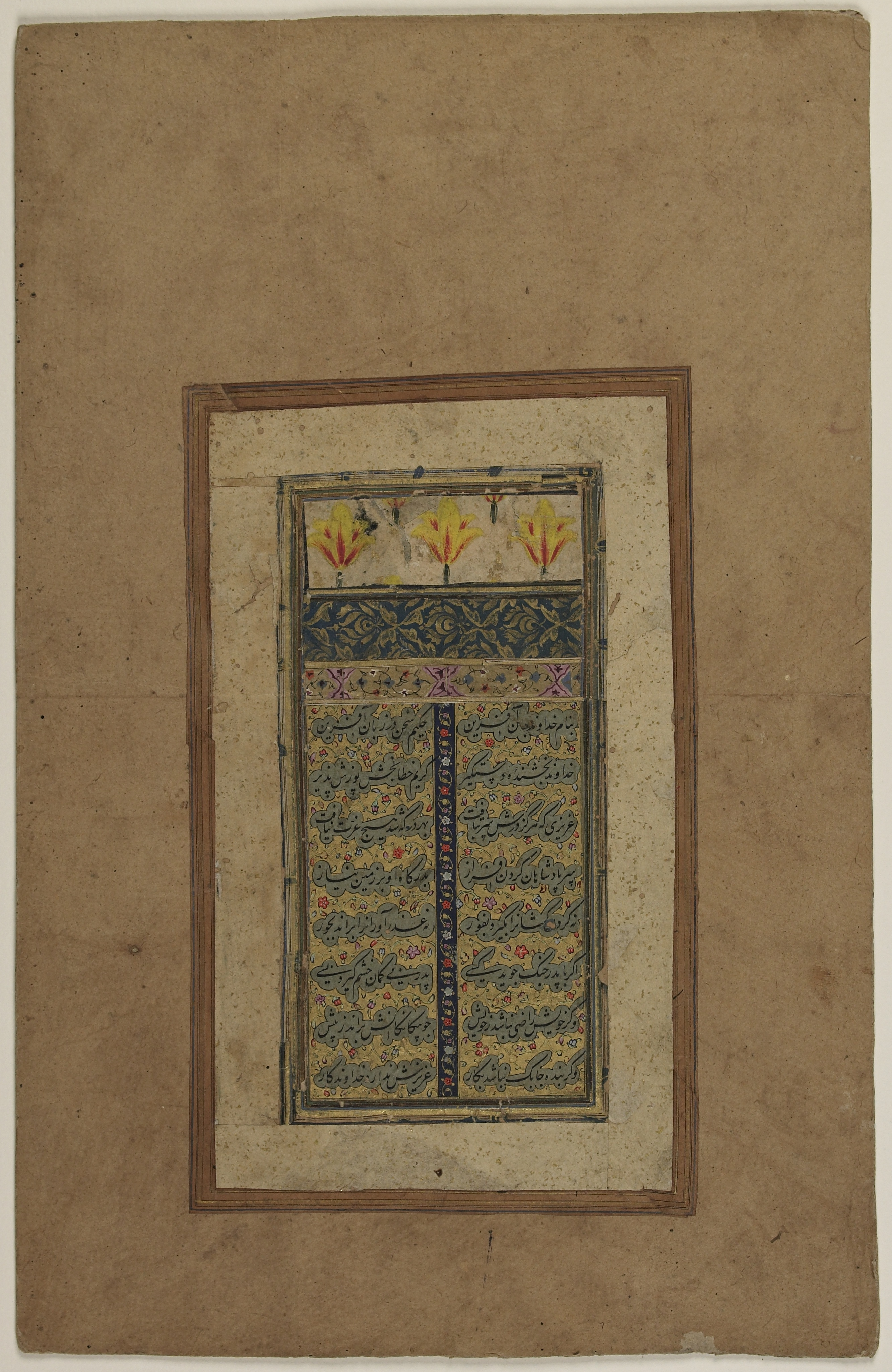
Титульный лист «Бустана»

Бустан (перс. بوستان‎: Плодовый Сад) — поэма Саади, написанная в 1257 году в Дамаске. Адресована правителю Шираза Абу Бекру ибн Сааду. Первое крупное произведение Саади. Поэма «Бустан» состоит из десяти глав. Первый перевод «Бустана» на русский язык сделан в XVII веке с немецкого перевода, приписываемого известному путешественнику Адаму Олеарию.
Входит во «Всемирную библиотеку» (серия книг Норвежского книжного клуба).

## Оглавление
1. Введение
2. Глава I. О справедливости и правилах мировластия
3. Глава II. О щедрости и благотворительности
4. Глава III. О любви
5. Глава IV. О смирении
6. Глава V. О покорности
7. Глава VI. О воздержности и довольстве судьбой
8. Глава VII. О воспитании
9. Глава VIII. О благодарности
10. Глава IX. О покаянии
11. Глава X. Молитвы и заключение книги

## Содержание
Значительной темой «Бустана» является тема благочестия. Саади предстаёт в образе дервиша поучающего земных владык. Персонажами нравоучительных притч Саади становятся шахи, шейхи, суфии, врачи, факихи, стражи, купцы и гулямы. Он проповедует добродетель середины: как расточительство, так и крайний аскетизм, он решительно осуждает жестокость на том основании, что сам Бог является милосердным. Однако мягкость тоже является недостатком. Середина между мягкостью и жестокостью Саади именует справедливостью:
Коль мягок ты, враг твой подумает: слаб,

А если жесток ты — бунтует и раб.

Смешай оба свойства в себе. Как врачи,

Сначала разрежь, а потом залечи.
Цель государства и добродетель султана или шаха заключается в защите подданных и Саади предостерегает от завоевания чужих земель. Лучшим воспитанием он считал охоту, стрельбу из лука и борьбу. Трусость считалась пороком, заслуживающим смерти:
А трус да погибнет! Покинувший бой

Пусть будет убит не врагом, так тобой.
Особое место у Саади занимает военно-политическая хитрость, заключающаяся в бдительности, покровительстве врагам врагов и милости к пленным. Описывая любовь, он все же показывает её ограниченность, так как предмет любви всего лишь человек («созданный из глины»), который закрывает собой остальной мир. Истинная же любовь может быть только к Богу. Любовь одновременно и окрыляет и причиняет страдания. В ней любящий отрекается от себя, уподобляясь мотыльку, сгорающему в пламени свечи. Делая бытовые поэтические зарисовки, Саади отмечает переменчивость удачи.

## Издания на русском языке
- Саади М. Бустан / Вступительная статья, перевод и примечания К. Чайкина. — М.: Academia, 1935.
- Саади М. Бустан / Перевод В. Державина. — Душанбе: Ирфон, 1968.